# Gílson André da Costa Maciel
Gílson André da Costa Maciel, mais conhecido como Gilson Maciel, Gílson Cabeção ou simplesmente Gilson (Porto Alegre, 29 de outubro de 1968), é um treinador de futebol e ex-futebolista brasileiro que atuava como atacante.

## Carreira

### Futebolista
Iniciou sua carreira futebolística na base do Grêmio. Gílson profissionalizou-se em 1987, jogando como atleta do próprio Grêmio.
Foi emprestado ao Brasil de Pelotas em 1992 e no clube foi artilheiro do Campeonato Gaúcho de 1992, com 13 gols.
Retornou ao Grêmio em 1993, onde foi campeão gaúcho e artilheiro do time na competição com 11 gols. Ainda em 1993, Gílson Cabeção recebeu o troféu de artilheiro da Copa do Brasil de 1993 marcando 8 gols na competição.
Posteriormente, jogou em diversos clubes do Brasil.

### Treinador
Gilson trabalhou por cerca de 10 anos como auxiliar técnico, tendo passagem pelo Cruzeiro-RS, em 2010, como auxiliar do técnico Armando Desessards. 
No início de 2015. assume o São José-RS.
Em fevereiro de 2023, assume o comando do Sport Clube Gaúcho.

## Títulos
Grêmio
- Copa do Brasil: 1989, 1994[11]
- Supercopa do Brasil: 1990
- Campeonato Gaúcho: 1987, 1993[3]

## Artilharias
Brasil de Pelotas
- Campeonato Gaúcho: 1992 – 13 gols[3]

Grêmio
- Copa do Brasil: 1993 – 8 gols[12]